# Euonymus chenmoui
Euonymus chenmoui är en benvedsväxtart som beskrevs av Cheng. Euonymus chenmoui ingår i släktet Euonymus och familjen Celastraceae. Inga underarter finns listade.